# 水前寺成趣園

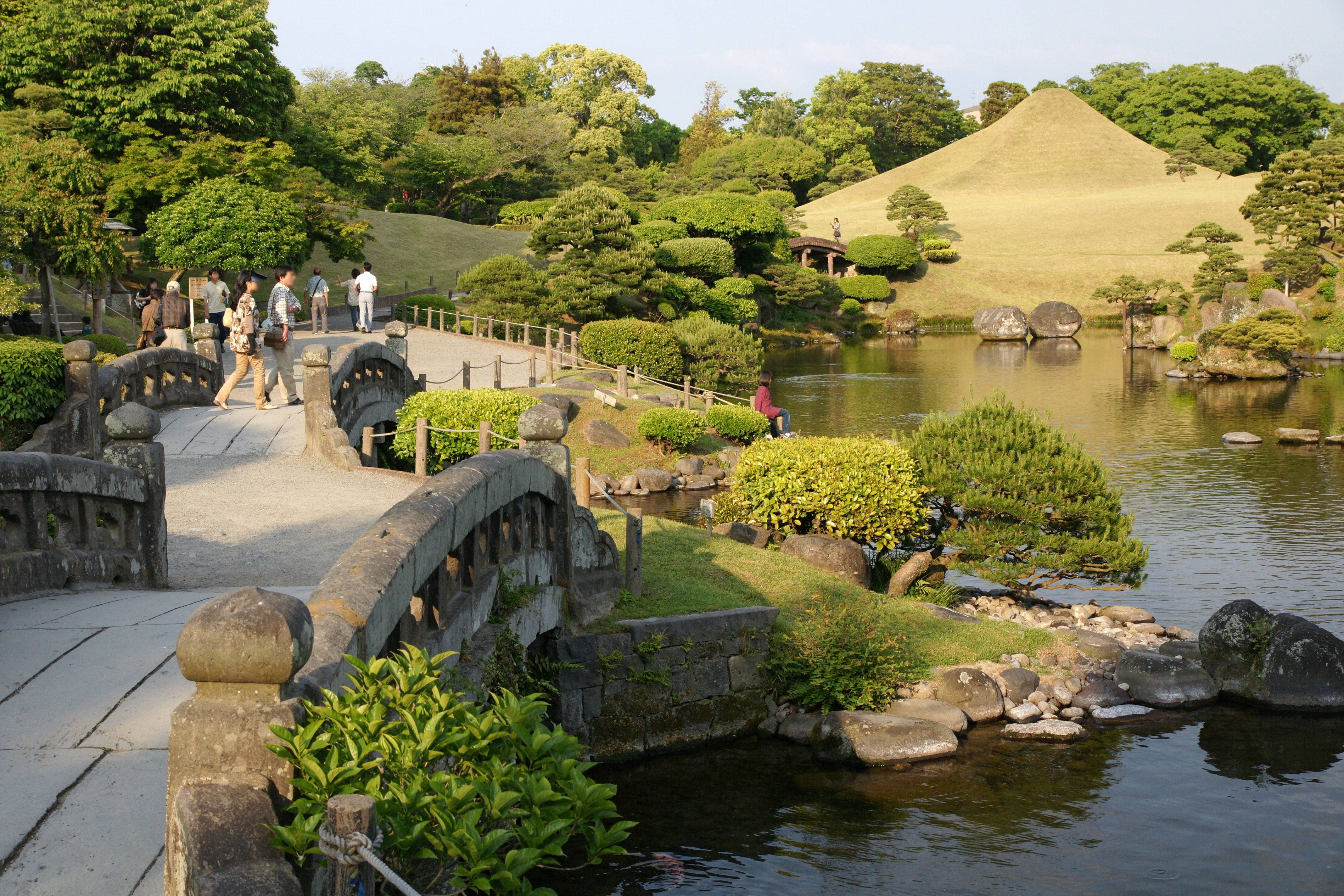
石橋前からの庭園の景色

水前寺成趣園（すいぜんじじょうじゅえん）は、熊本県熊本市中央区にある大名庭園。熊本藩主の細川氏により江戸時代に造営された。通称は水前寺公園。面積約7万3000平方メートル。園内には築山やそれに続く平坦地があり、それぞれ富士山や東海道の景勝地を模しているという説がある。

## 歴史
『細川家文書』によると、熊本藩主としての細川氏では初代の細川忠利が寛永13年（1636年）11月に国分の御茶屋の作事を行ったのが始まりとされる（『肥後国志』では「水前寺」という禅寺があったとする）。忠利の肥後入国時には、旧領の豊州耶馬渓の羅漢寺の僧・玄宅が随従しており、玄宅のために堂宇を建立し、これが「水前寺」と呼ばれるようになった（忠利公代水前寺御茶屋）。しかし、『肥後国志』によると水前寺は寛文5年（1665年）ごろの第二世の斧山のときに廃寺となり、第一世の玄宅も豊州に帰ったため寺領と御茶屋は熊本藩により没収となった。なお、この時に看司宗悦が熊本藩から水前寺の替地を賜り、禅定六世愚岑周賢和尚によって玄宅寺が開創され、玄宅禅師に由来する寺号をもつ曹洞宗寺院として継承されている。
細川綱利の代になると新たな御茶屋を設けた大規模な作庭が行われ、細川家永青文庫蔵『御奉行所日記』によると寛文10年（1670年）から寛文11年（1671年）にかけて水前寺御普請が進められた（綱利公代水前寺御茶屋）。完成した桃山式の回遊式庭園には、陶淵明の詩『帰去来辞』の一節「園日渉以成趣」から「成趣園」と名付けられた。
江戸時代中期の『水前寺御茶屋図』では、安永5年（1776年）に完成した馬場が描かれており、「酔月亭」と呼ばれた御茶屋も描かれている。

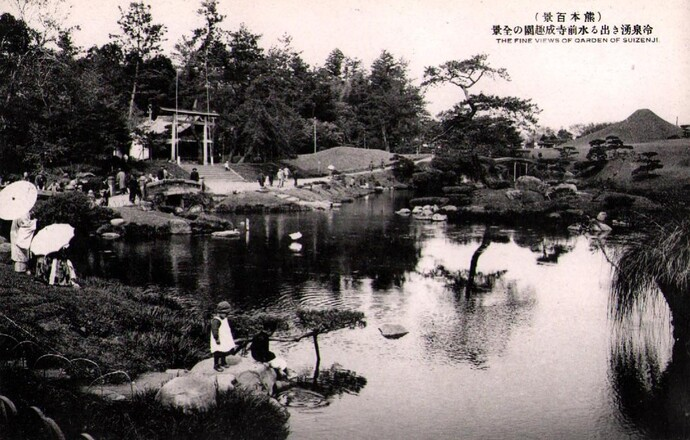
行楽客で賑わう水前寺成趣園
（第二次世界大戦前の絵葉書）

明治時代の廃藩置県後に官有となったが、1877年（明治10年）の西南戦争で御茶屋「酔月亭」は焼失し、園内も荒廃した。官有地だったため当初はどうすることもできなかったが、旧藩士らの有志は払い下げを求めることとし、1878年（明治11年）に出水神社を園内に創建し、庭園を出水神社の社地として払い下げを受けることに成功した。
1912年（大正元年）には酔月亭の跡地に「古今伝授の間」（後述）が移築された。
1929年（昭和4年）12月17日には「水前寺成趣園」として、国の名勝および国の史跡に指定された。

## 園内
古今伝授の間
織豊政権に仕えて栄達して近世細川家の祖となった、忠利の祖父・細川藤孝（幽斎）が後陽成天皇の弟・八条宮（桂宮）智仁親王に『古今和歌集』の奥義を伝授したといわれる建物。当初は八条宮の本邸にあったが、長岡天満宮に移されて「長岡の御茶屋」と呼ばれていた。明治期に山本彦市の所有となり大阪の倉庫で保管され、後に細川家に贈られたものである。杉戸の雲龍は狩野永徳の筆、襖絵は海北友松の画と伝えられている。

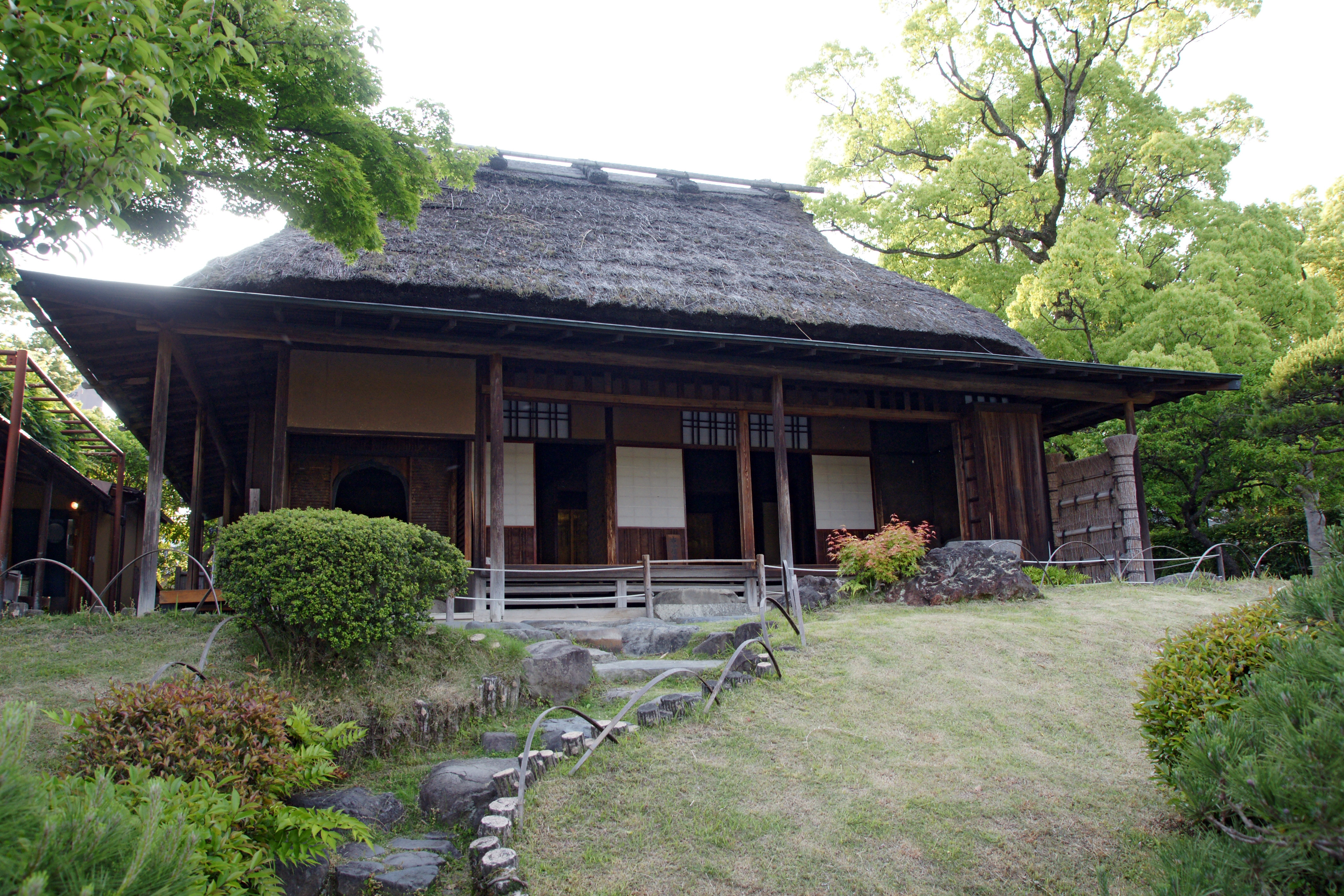
古今伝授の間
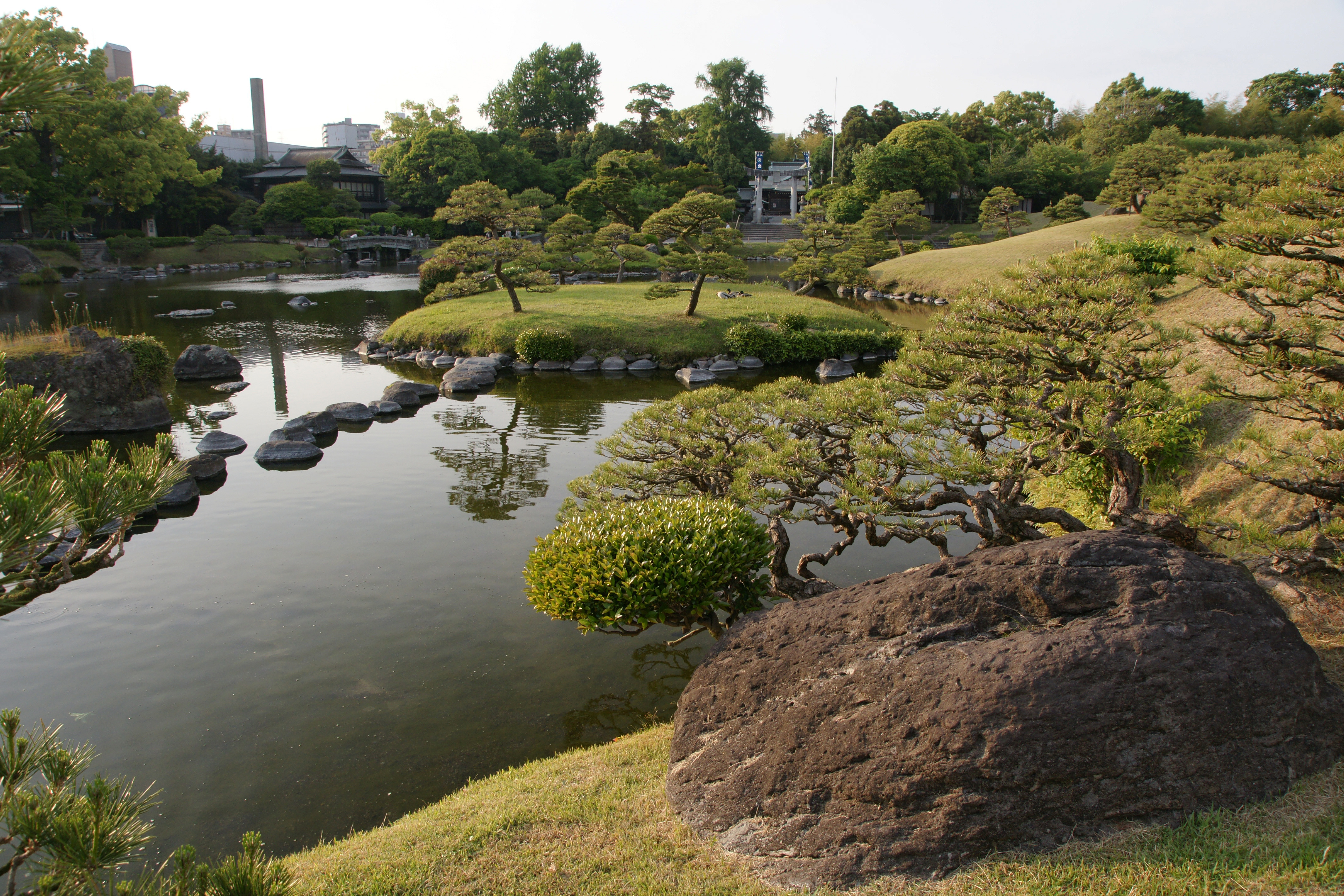
湧水池
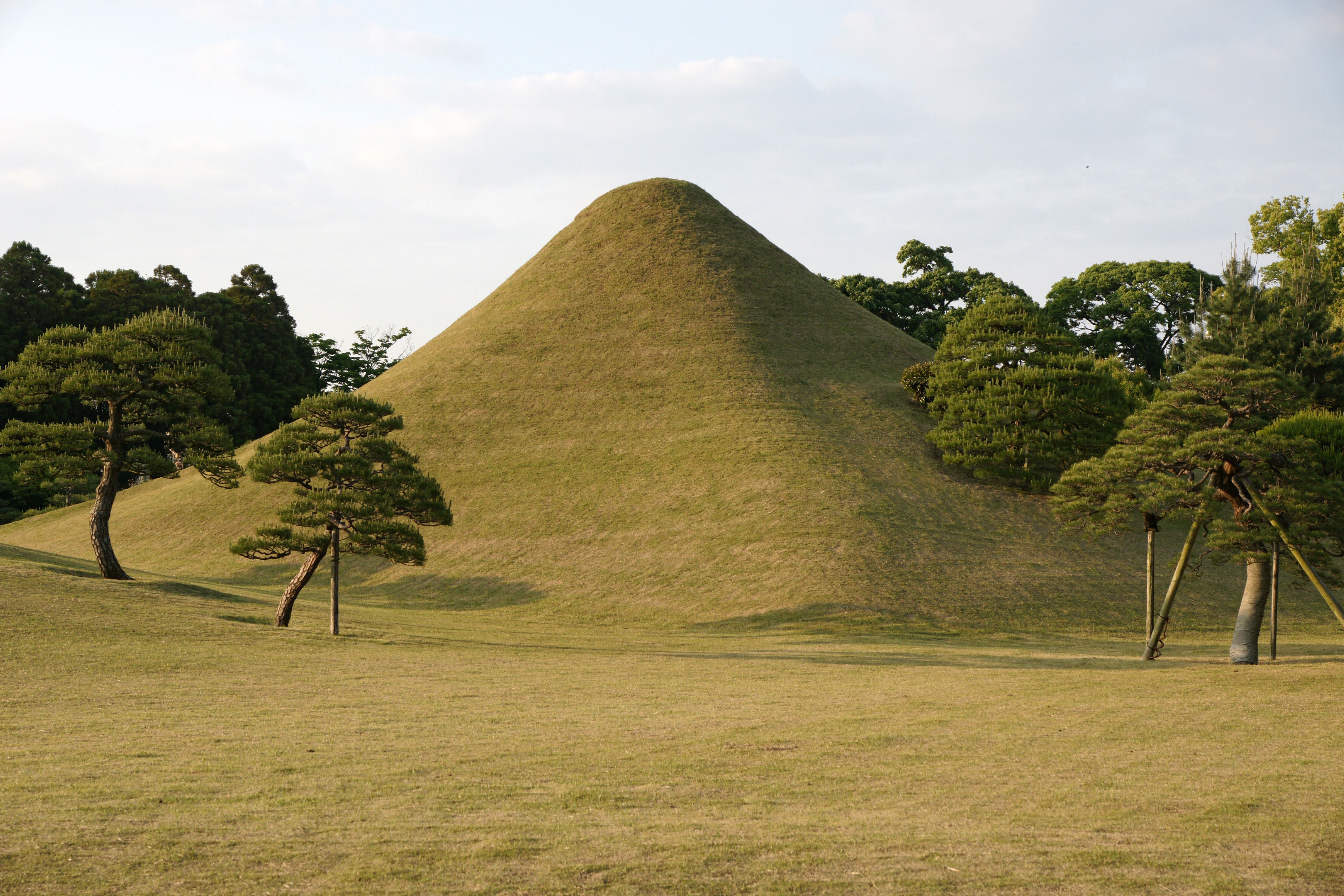
富士
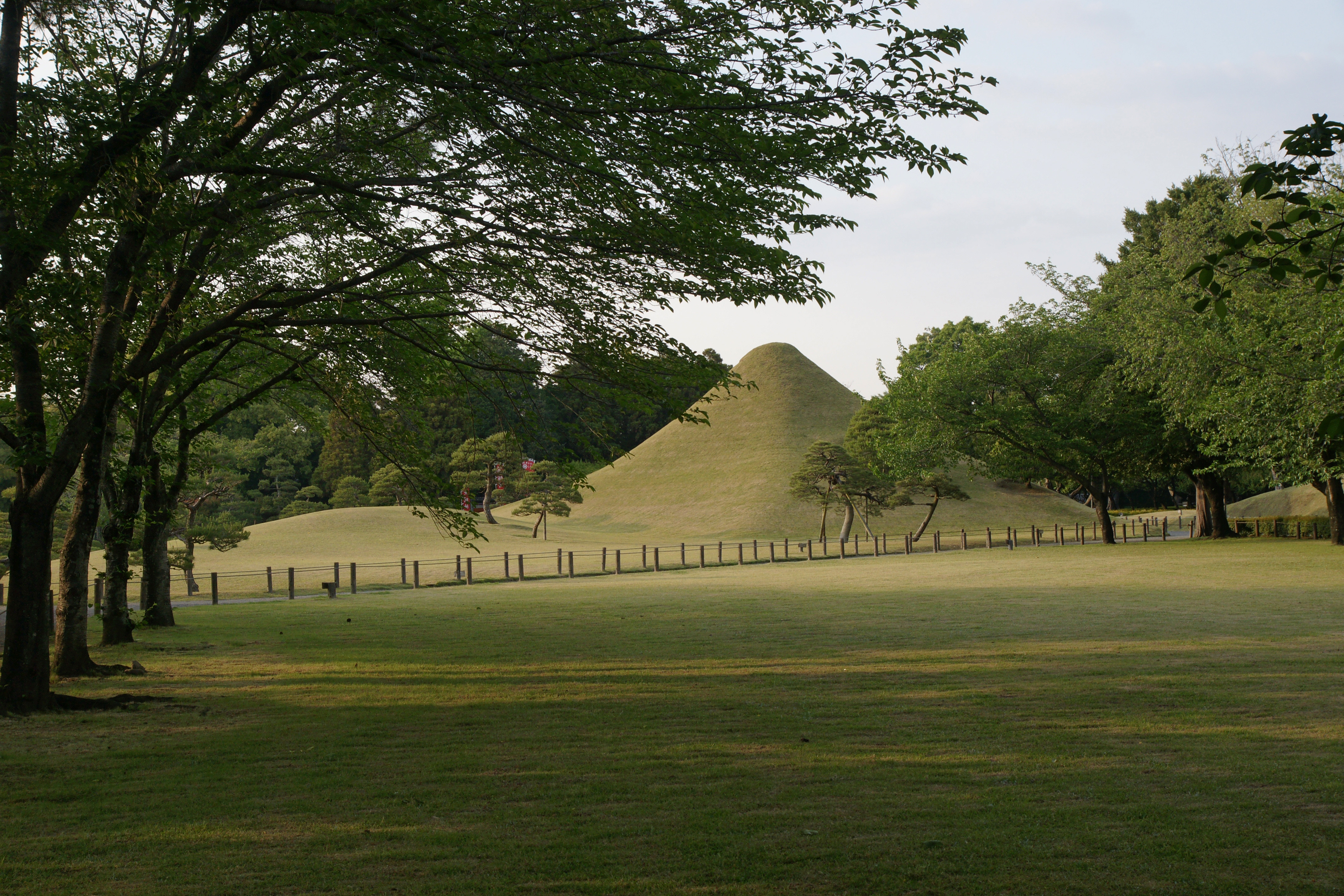
流鏑馬の馬場

## 観光
- 所在地：熊本市中央区水前寺公園8-1（「水前寺公園」は地名）
- 開園時間：8時30分 - 17時00分（11月 - 2月） / 7時30分 - 18時00分（3月 - 10月）
- 入園料金：16才以上400円 /6才-15才200円
- 毎年8月第1土曜日夕刻に出水神社夏祭りの御神事として薪能（たきぎのう）が行われる。また、毎年春秋例大祭の奉納行事として、春は4月24日前後の休日、秋は10月17日に、武田流騎射流鏑馬（やぶさめ）が催される。

## 交通アクセス
- 熊本市電A系統・B系統水前寺公園停留場より徒歩6分（500m）
- 熊本桜町バスターミナルより県庁方面・健軍方面のバスに乗車し「水前寺公園前・県立図書館入口」下車、徒歩8分（600m）
- JR九州豊肥本線水前寺駅より徒歩13分（1.1㎞）
- 九州自動車道益城熊本空港インターチェンジより5㎞